# Габріадзе Резо Леванович
Реваз (Резо) Леванович Габріадзе (груз. რევაზ გაბრიაძე, 29 червня 1936, Кутаїсі — 6 червня 2021) — грузинський кіносценарист та кінорежисер, а також письменник, драматург, дизайнер, художник, скульптор. Засновник Тбіліського театру маріонеток. Почесний громадянин Тбілісі (2016).
Під час російського вторгнення до Грузії підтримував Володимира Путіна.

## Життєпис

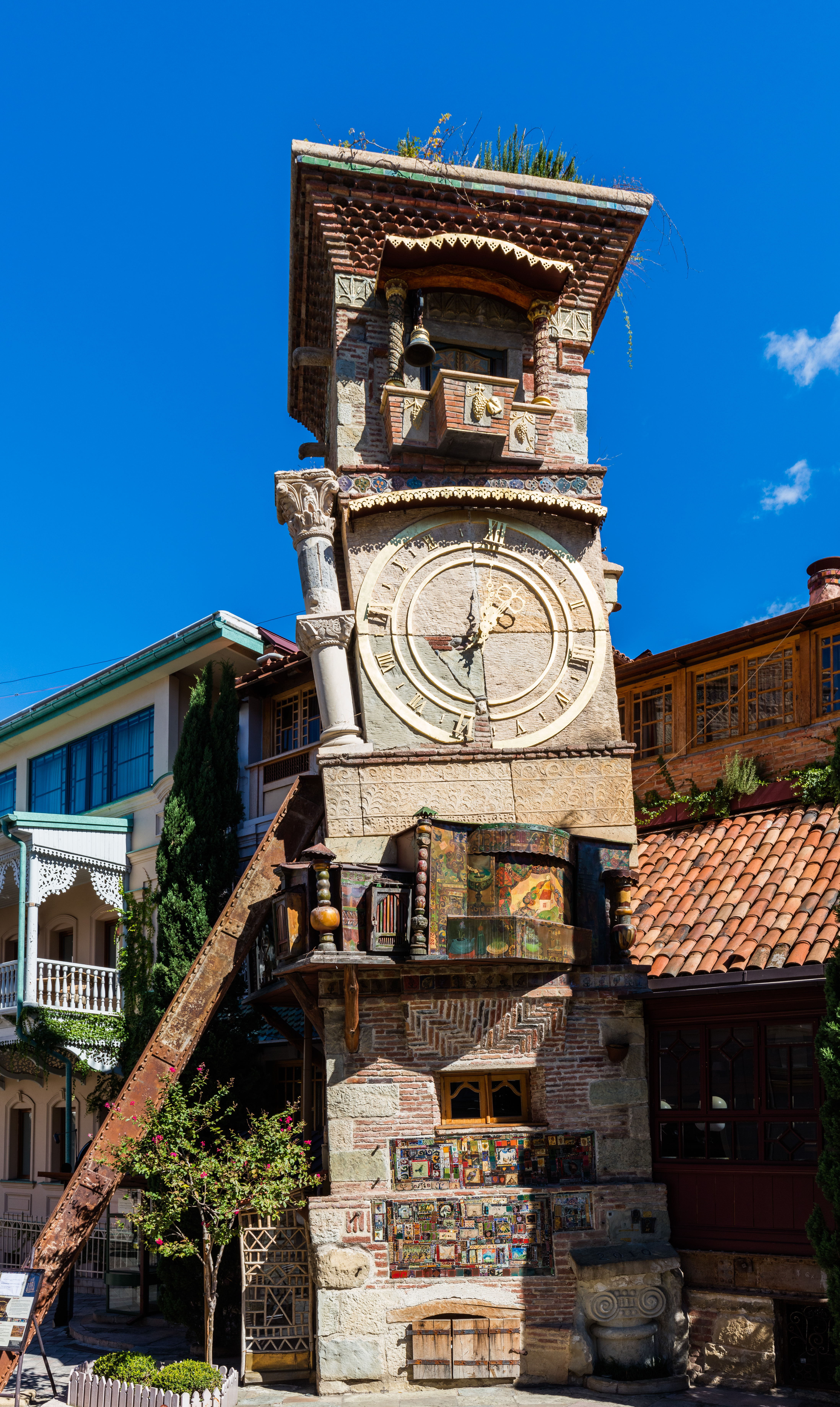
Тбіліський театр маріонеток імені Резо Габріадзе

Помер Резо Габріадзе 6 червня 2021 року від алкоголізму..

## Фільмографія

### Режисерські роботи
- 1975 — Кавказький романс
- 1977 — Підкорювачі гір
- 1977 — Лимонний торт

### Сценарії
- 1968 — Серенада
- 1968 — Незвичайна виставка
- 1969 — Не журись!
- 1970 — Феола
- 1971 — Глечик
- 1972 — Біле каміння
- 1973 — Дивак
- 1974 — Джерело біля дороги
- 1974 — Парі
- 1975 — Вальс на Мтацмінде
- 1975 — Кавказький романс
- 1975 — Минулого тижня
- 1975 — Сходи
- 1975 — Суботній вечір
- 1975 — Мандрівні лицарі
- 1976 — Сюїта
- 1976 — Термометр
- 1976 — Три карбованці
- 1977 — Метелик
- 1977 — Міміно
- 1977 — Підкорювачі гір
- 1977 — Лимонний торт
- 1977 — Пожежа, любов і помпієро
- 1978 — Три жениха
- 1979 — Дюма на Кавказі
- 1980 — Удача
- 1984 — Футбол нашого дитинства
- 1986 — Кін-дза-дза!
- 1990 — Паспорт

## Пам'ятники
- 1995 — Пам'ятник герою одеських анекдотів Рабіновичу роботи Резо Габріадзе відкрито у саду скульптур Одеського літературного музею[7]